# وشق سيبيري
الوشق السيبيري (الاسم العلمي: Lynx lynx wrangeli)، المعروف أيضًا باسم الوشق السيبيري الشرقي ، هو نويع من الوشق الأوراسي الذي يعيش في الشرق الأقصى الروسي. هناك 5.890 فرد بالغ في الشرق الأقصى الروسي اعتبارًا من عام 2013. الوشق السيبيري هو ثاني أكثر الأنواع الفرعية شيوعًا من الوشق الأوراسي. يعيش الوشق السيبيري حتى متوسط عمر 15 عامًا. 